# Wolfgang Amling

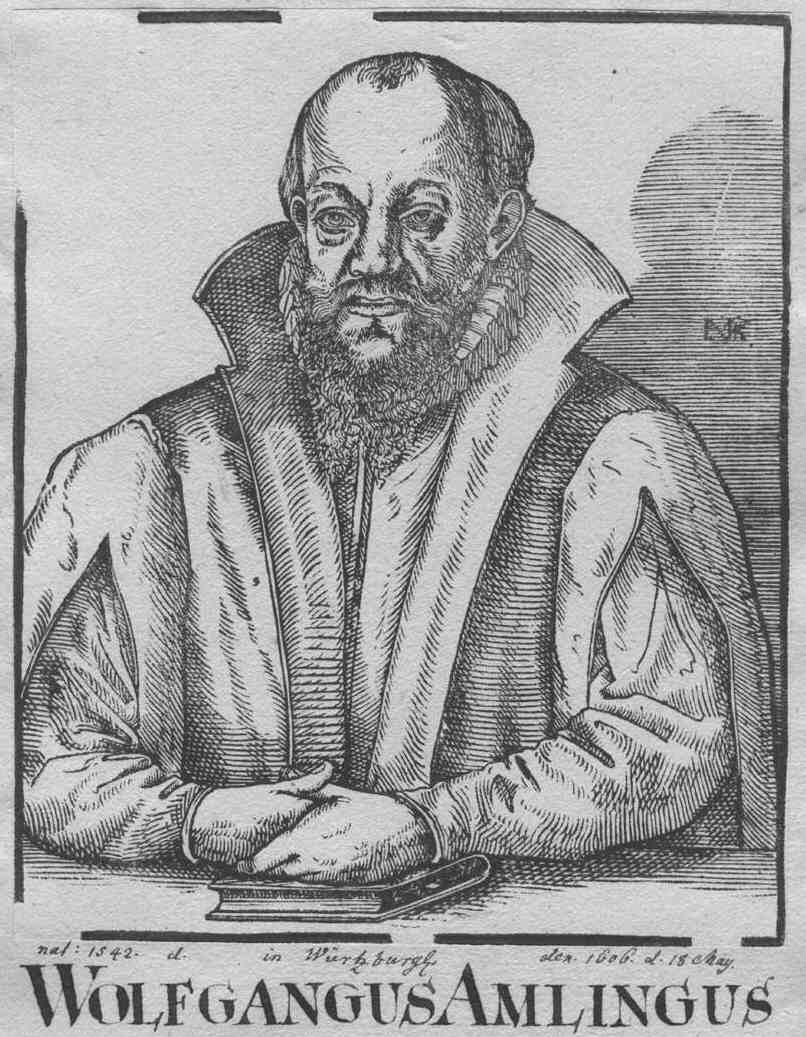
Wolfgang Amling, zeitgenössisches Porträt

Wolfgang Amling, auch Wolfgang Ambling, Pseudonym: Theophilus Evodius, (* 8. März 1542 in Münnerstadt; † 18. Mai 1606 in Zerbst) war ein reformierter Theologe und Konfessionalist im Fürstentum Anhalt.

## Leben
Amling wurde als Sohn des Wollwebers, Ratsmitglieds und späteren Bürgermeisters und dessen Frau Maria Gesner geboren. Im Anschluss an die Schulbildung in seiner Heimatstadt und Schulpforta studierte er in Jena, Tübingen und Wittenberg. Nachdem er den Magistergrad erworben hatte, wurde er 1566 Rektor der Schule in Zerbst. Er kämpfte 1569 gegen die Wiedereinführung des katholischen Glaubens und wurde daraufhin Pfarrer in Coswig (Anhalt), 1573 Pfarrer an St. Nikolai in Zerbst und 1578 Superintendent der anhaltischen Landeskirche. 1604 disputierte er mit dem lutherischen Theologen Albertus Grauerus auf Schloss Schochwitz.
Als Superintendent trug er wesentlich dazu bei, dass das reformierte Bekenntnis zum Durchbruch gelangte. Er sorgte des Weiteren dafür, dass anhaltische Theologen am Zerbster Gymnasium Illustre ihre Ausbildung erhielten. Theologisch verfolgte er dabei die Verselbstständigung der anhaltischen Kirche, führte dazu Ordinationen in Zerbst durch und versuchte von der Konkordienformel abzurücken. Als Nachfolger von Abraham Ulrich, wandelte er die einst lutherisch ausgerichtete anhaltische Kirche, in eine reformierte Kirche nach den Auffassungen der Philippisten. Welche Auffassung von den lutherischen Theologen, als theologische Ausrichtung des Calvinismus interpretiert wurde.
Amling war zweimal verheiratet. Die erste Ehe ging er 1566 mit Dorothea Krebs ein. Nach ihrem Tode (1571) heiratete er 1572 Barbara Neuendorfer († 1601).
Der Jurist Wolfgang Amling jun. (* 14. Juli 1569 in Zerbst; † 8. Juli 1613 ebenda) war sein Sohn.

## Werkauswahl
- Confessio Anhaldina, 1578.
- Gründlicher Beweiss Aus den Fürnembsten Heuptstücken unsers Christlichen Catechismi, das die Evangelischen nicht aus leichtfertigkeit (wie inen ungütlich wird zu gemessen) Sondern aus hochwichtigen nothdringenden ursachen ires Gewissens vom Babstumb sich abgewand. 1587. (Digitalisat)
- Widerlegung der Schmehecharten newlich zu Leiptzig wider die Anhaltischen Theologen vnterm titul: Bericht von den newen Amlingiten etc. Durch offenen truck ausgesprengt. Schmidt, Zerbst 1595. (Digitalisat)
- Anleytung, wie man das Wittenbergische Buch, mit frucht vnd nutz lesen möge. Welches die Theologische Facultet daselbsten wider die Anhaltische neulicher tage hat außgehen lassen. Forster, Amberg 1597. (Digitalisat)
- Antwort auff die Wittenbergische Abfertigung der Ambergischen Anleitung. Amberg 1598. (Digitalisat)